# 聖克魯斯德安達馬爾卡區
11°11′39″S 76°38′03″W / 11.19417°S 76.63417°W
聖克魯斯德安達馬爾卡區（西班牙語：Distrito de Santa Cruz de Andamarca）是秘魯的一個區，位於該國中南部利馬大區的瓦拉爾省，始建於1965年3月19日，面積216.9平方公里，海拔高度3,522米，2007年人口1,219，人口密度每平方公里5.6人。